# Jeux paralympiques d'été de 1964
La IIe édition des Jeux paralympiques d'été a eu lieu du 3 au 12 novembre 1964 à Tokyo au Japon.

## Les sports pratiqués
L'Haltérophilie est introduit au cours de cette édition. La course en fauteuil entre également dans le calendrier.
Neuf sports étaient programmés :

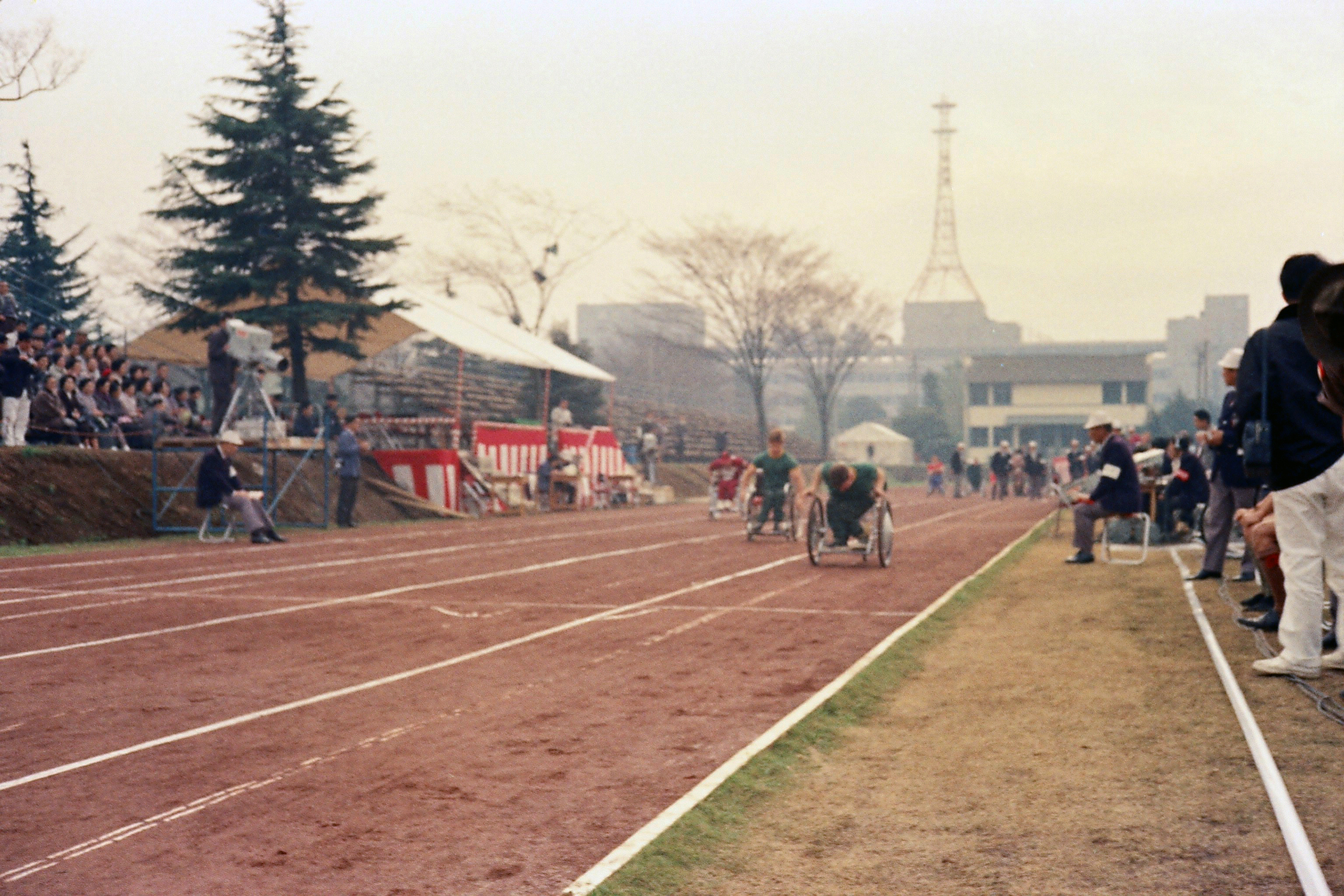
Athlétisme
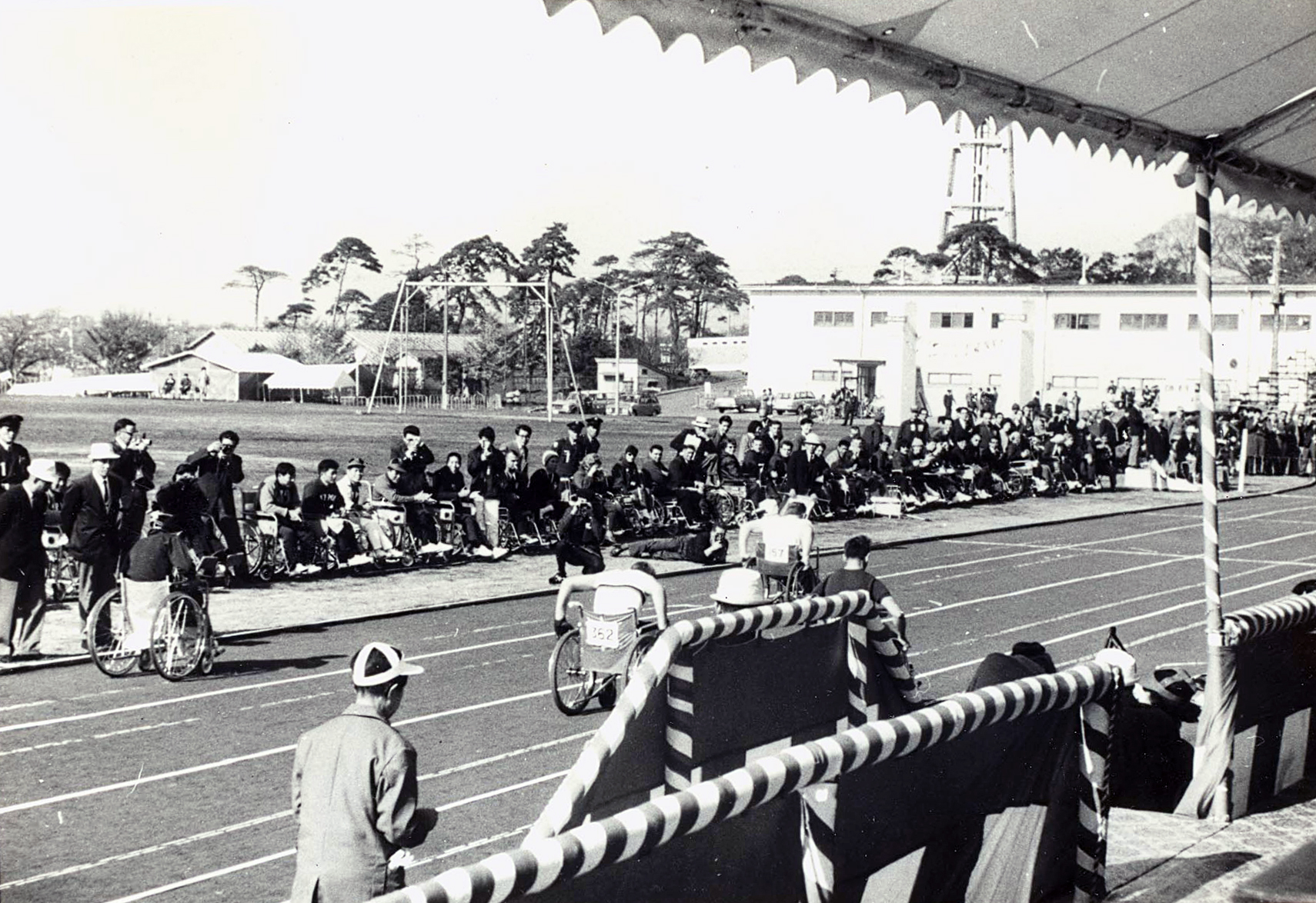
Athlétisme
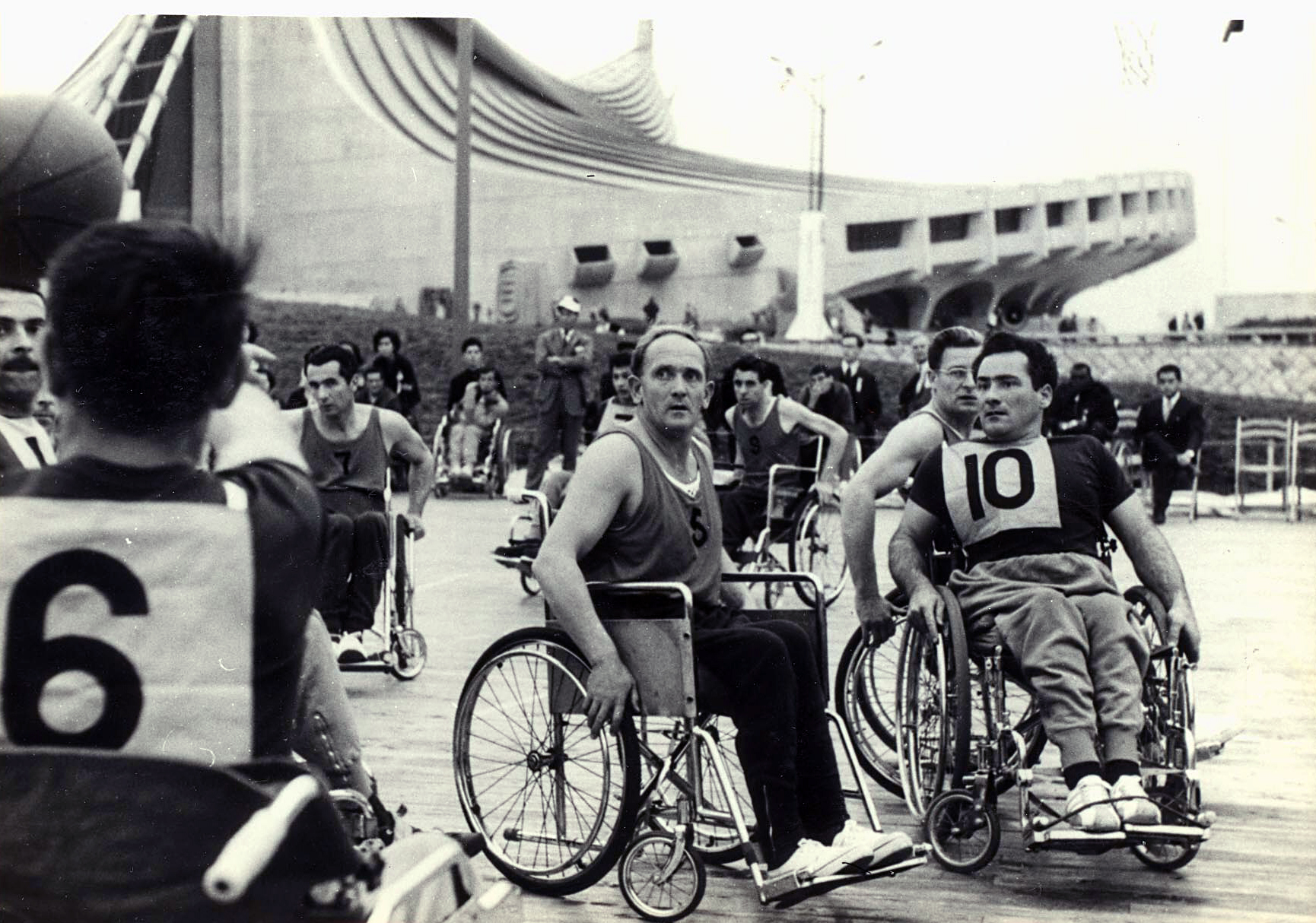
Basket-ball en fauteuil roulant
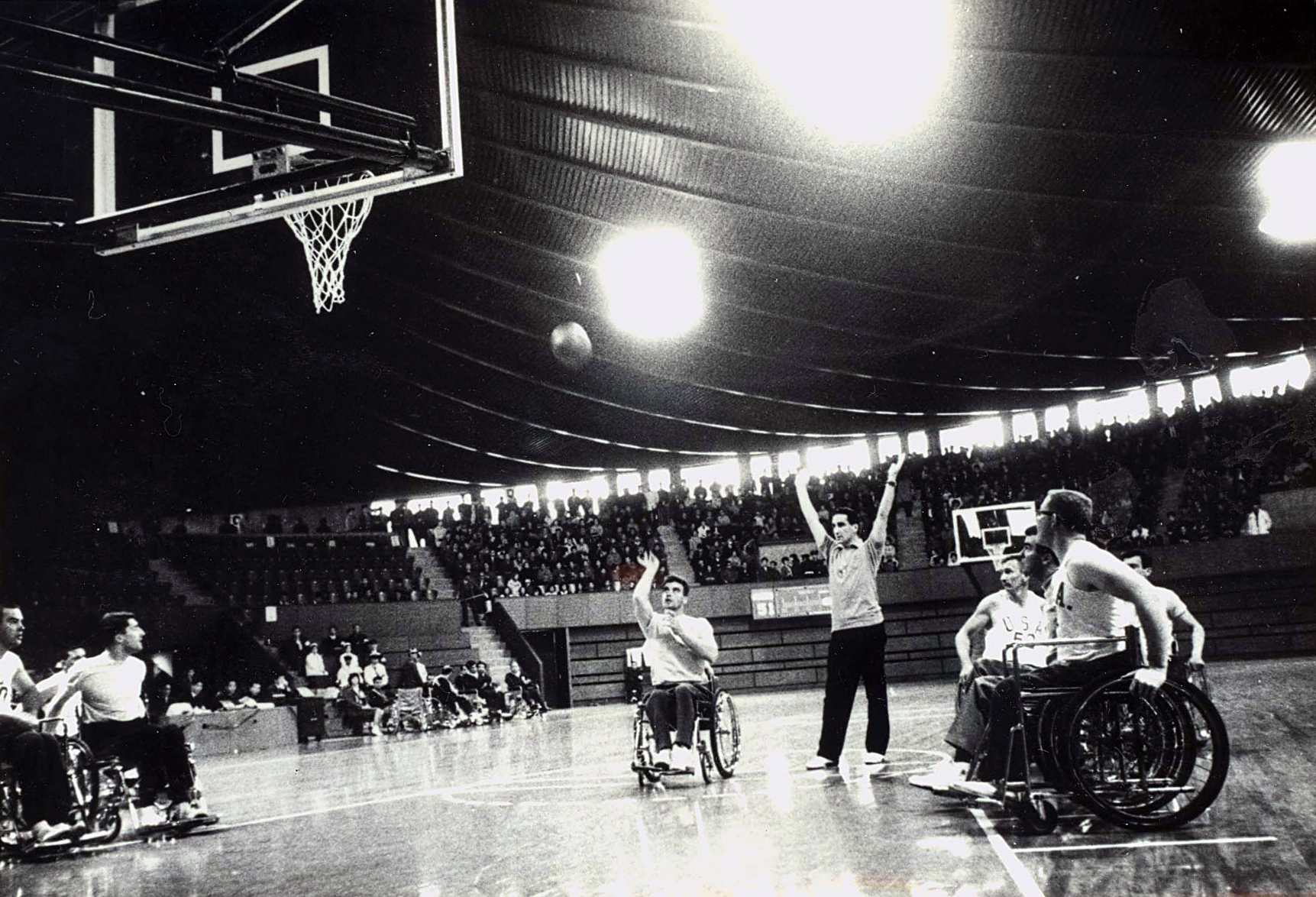
Basket-ball
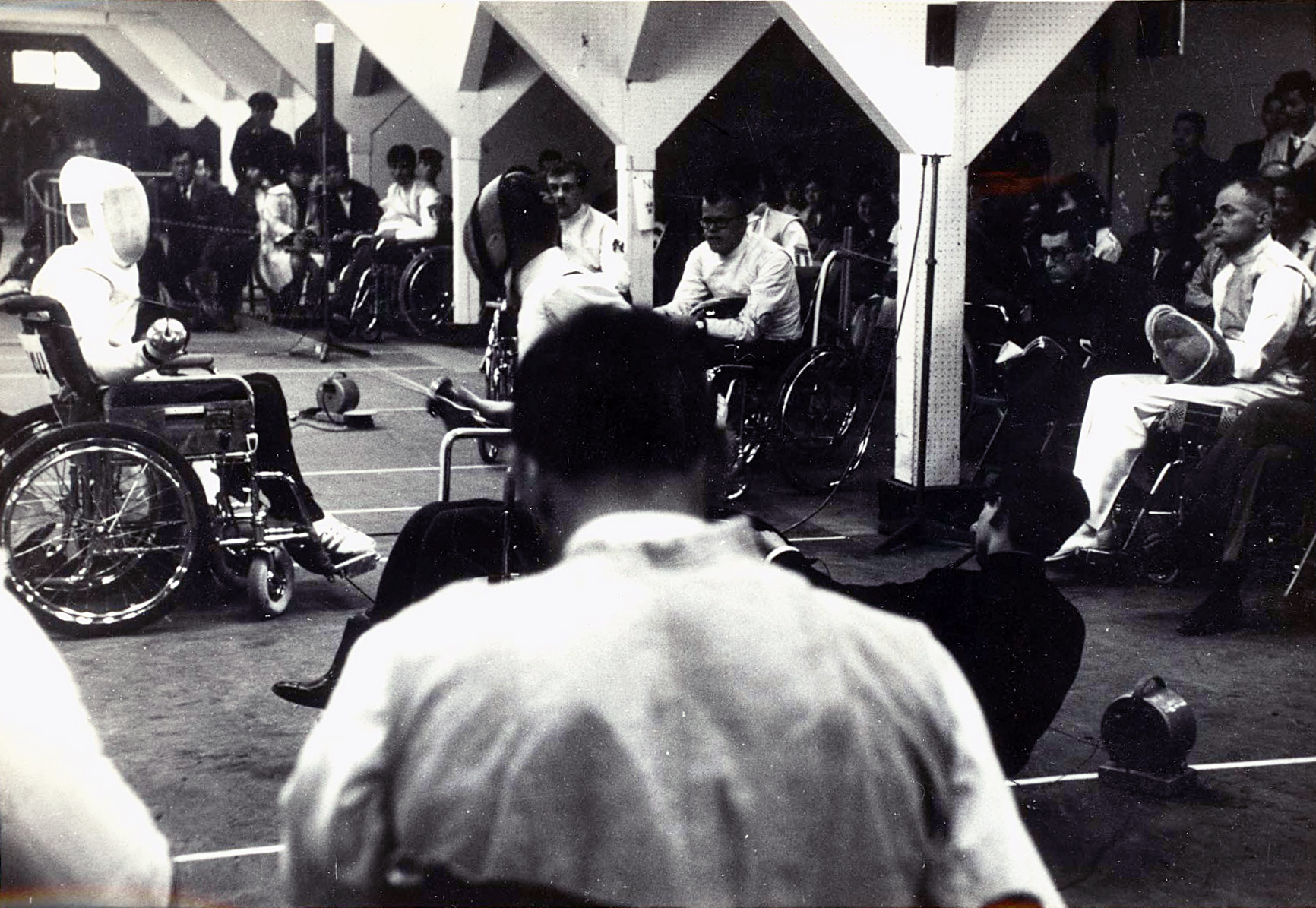
Escrime
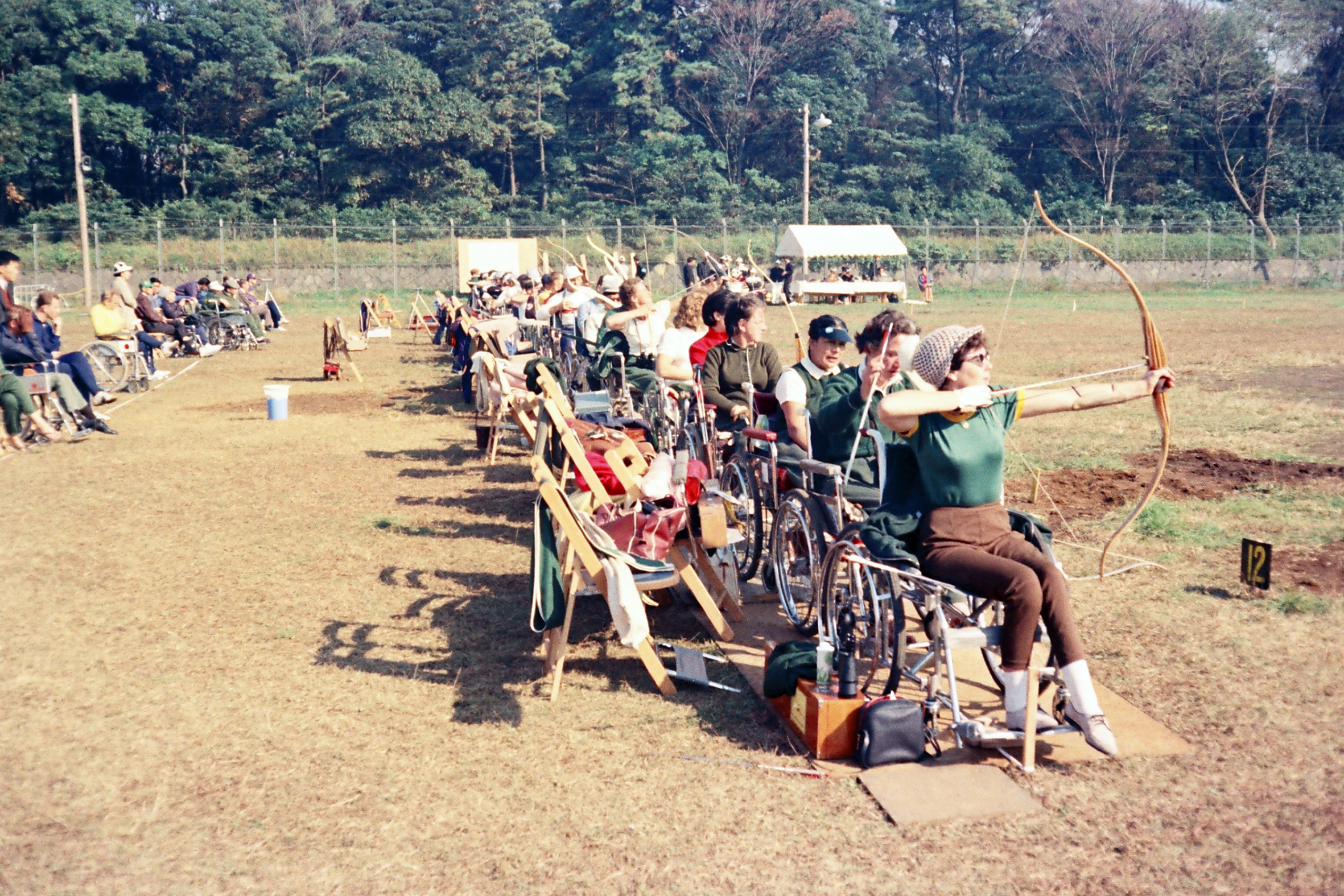
dartchery (mélange de fléchettes et de tir à l'arc)
- Escrime handisport aux Jeux paralympiques d'été de 1964
- Haltérophilie
- Natation
- Snooker (billard)
- Tennis de table
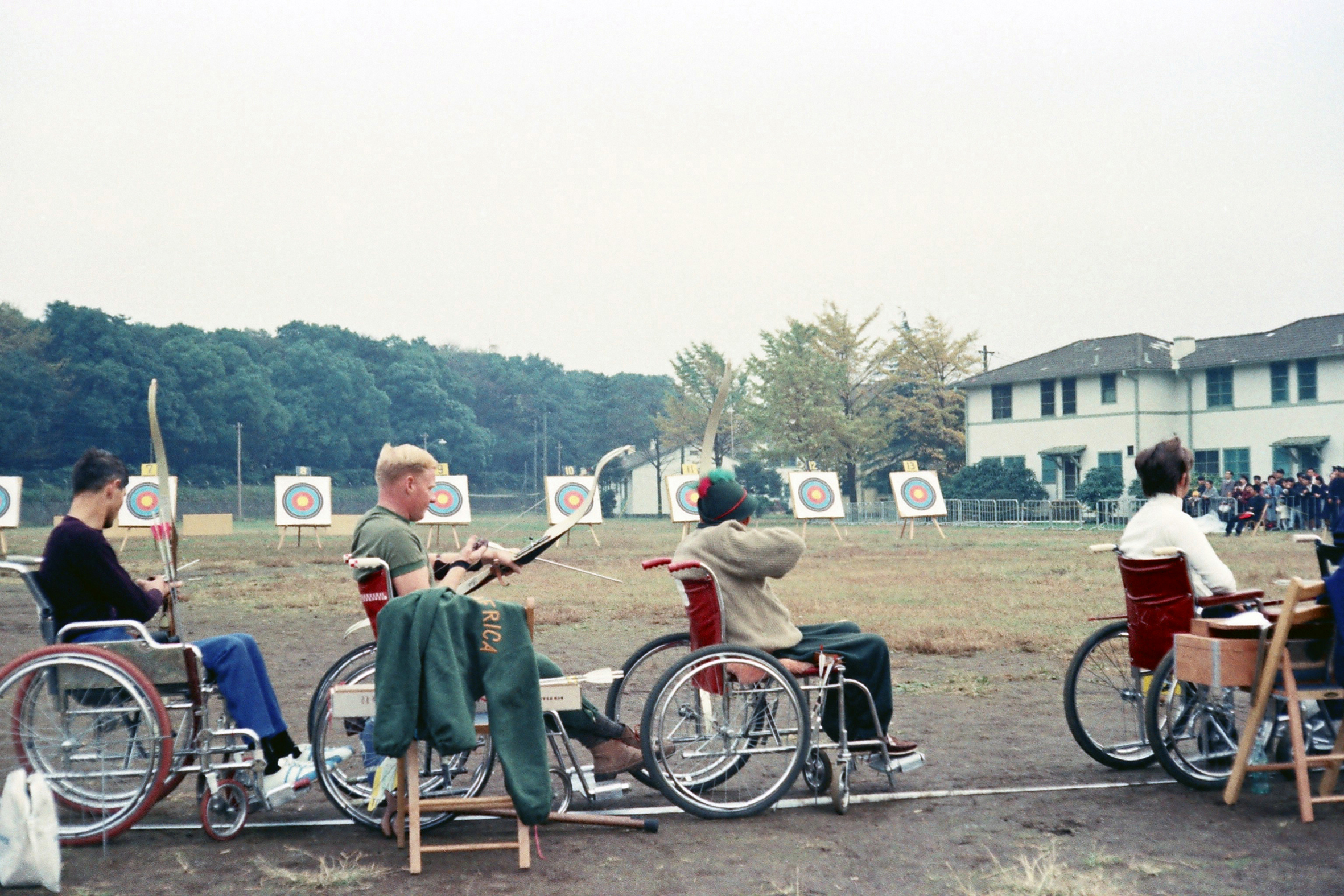
Tir à l'arc

- Athlétisme
- Athlétisme
- Basket-ball
- Basket-ball
- Escrime
- Tir à l'arc
- Tir à l'arc

## Les faits marquants
On notera les performances de l'Américain Ron Stein en athlétisme, de la Rhodésienne Margaret Harriman au tir à l'arc et du Français Serge Bec en escrime.

## Tableau des médailles
- Pays organisateur :  Japon

| Rang | Nation               | Or | Argent | Bronze | Total |
| ---- | -------------------- | -- | ------ | ------ | ----- |
| 1    | États-Unis           | 50 | 41     | 31     | 122   |
| 2    | Royaume-Uni          | 18 | 23     | 19     | 60    |
| 3    | Italie               | 14 | 15     | 24     | 53    |
| 4    | Australie            | 11 | 11     | 8      | 30    |
| 5    | Rhodésie             | 10 | 5      | 2      | 17    |
| 6    | Afrique du Sud       | 8  | 8      | 3      | 19    |
| 7    | Israël               | 7  | 3      | 10     | 20    |
| 8    | Argentine            | 6  | 15     | 16     | 37    |
| 9    | Allemagne de l'Ouest | 5  | 2      | 3      | 10    |
| 10   | Pays-Bas             | 4  | 6      | 3      | 13    |
| 11   | France               | 4  | 2      | 4      | 10    |
| 12   | Autriche             | 4  | 1      | 4      | 9     |
| 13   | Japon                | 1  | 5      | 3      | 9     |
| 14   | Belgique             | 1  | 0      | 2      | 3     |
| 15   | Suisse               | 0  | 1      | 0      | 1     |
| 16   | Malte                | 0  | 0      | 2      | 2     |
| 17   | Suède                | 0  | 0      | 1      | 1     |